# Rote Maaß

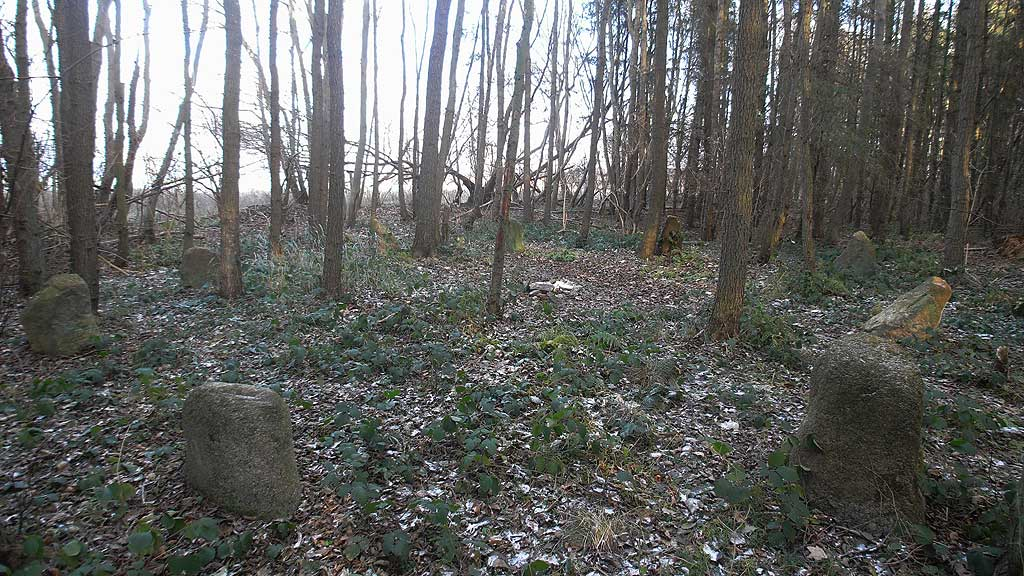
Die Rote Maaß bei Damp

Rote Maaß ist eine Kultstätte der nachchristlichen Eisenzeit (2.–4. Jahrhundert n. Chr.) bei Damp in Schleswig-Holstein.
Der Opferplatz wurde im Jahre 1964 in einem Waldstück inmitten weiter Felder entdeckt. Es handelt sich um einen Steinkreis mit etwa 10 m Durchmesser, der aus neun Findlingen und mehreren rechteckigen Steinsetzungen besteht, die nach den Himmelsrichtungen ausgerichtet sind.
Zusätzlich fand man mehrere steingefasste Zuwege, Schwellensteine und Brandstellen. Die Stätte ist von Moosen, Farn und Brombeerranken überwuchert. Ob die Bezeichnung „Maaß“ Sumpfgebiet (quasi das Gegenstück zu einem Holm) oder Versammlungsort bedeutet, ist unklar. In der englischsprachigen Literatur wird der Ort auch als Damp Steinkreis bezeichnet.